# Kalanchoe dyeri
Kalanchoe dyeri är en fetbladsväxtart som beskrevs av Nicholas Edward Brown. Kalanchoe dyeri ingår i släktet Kalanchoe och familjen fetbladsväxter. Inga underarter finns listade i Catalogue of Life.